# Five Tonnys
Five Tonnys - eller Tony's - var en dansk musikgruppe der spillede country/pop/rock musik i 1960'erne, og opnåede status som De Danske Sven-Ingvars

## Historie

### Gruppens tidlige historie
Fra 1952 til 1959 optrådte de tre søskende Inge, Svend Christiansen og Knud Thormod under navnet Børnetrioen i Mørkøv Gøglervogn. I 1959 valgte Svend og Knud at udskifte deres harmonika med henholdsvis trommer og bas. De fik fat i Tonny Elm Larsen og dannede Tonnys Trio. De øvede sig i et par år og optrådte første gang nytårsaften 1961 på Restaurant Royal i Holbæk. De fortsatte med at spille samme sted de næste 6 år og optrådte tillige i Norge og på Grønland.
Under disse arrangementer udvidede de trioen til en kvartet med guitaristen Bjarne Bøgelund Jensen.

### "Kære lille Anna"
Mens de spillede i Stjernesalen i Bergen, Norge, lagde de mærke til en rengøringskone, som hele tiden nynnede deres sang, "Kære lille Anna". Hun kunne simpelthen ikke få den ud af hovedet. Da de vendte hjem til Danmark indspillede de nummeret og det blev en stor succes. Gruppen, der nu hed Five Tonnys, var i mellemtiden blevet udvidet med Jørgen Elmo. Jørgen de Mylius præsenterede gruppen i programmet Top 20 og så gik det stærkt. "Kære lille Anna" blev et stort hit og det var nr. 2 på årets salgsliste i 1968 efter Beatles, der var nr. 1 med "Lady Madonna".

### Dansktoppen
Senere kom Dansktoppen – hvor Five Tonnys havde succeser som : Du skal tro på mig, Marina – Disko polka. Five Tonnys indspillede i alt 5 LPer, 17 singleplader samt en kassette-serie ved navn "Party på Bromølle Kro", der solgte mere end 100.000 eks. Efter ca. 2000 arrangementer rundt om i Danmark, stoppede Five Tonny's i 1980. Tonny Elm Larsen forsatte som solomusiker på Dragsholm Slot, Bjarne Bøgelund Jensen blev autoforhandler, Svend Christiansen etablerede Sun Studio A/S, Jørgen Elmo blev solomusiker og Knud Thormod startede grammofonselskabet Sun Music overtog Oktav Music samt Salut Entertainment A/S, der stadig er aktiv med DVDer og CDer og forlagsvirksomhed.

### Gruppen genoplives
I 2009 blev gruppen genoplivet efter 30 års pause med samme besætning som i 1960, Knud Thormod (sang og bas), Tonny Elm Larsen (harmonika), Svend Christiansen (trommer), Bjarne Bøgelund Jensen (guitar) og som ny femte mand Benni Christiansen (guitar).
De indspiller "Sommer i Danmark" som når toppen på landets hitlister. og i 2010 er gruppens 50 års jubilæumsår, hvor de indspiller 18 nye sange hvor indholdet er "Kolonihave Rock" til deres 50 års jubilæums CD, der fik titlen "Gamle Venner" og udkom i efteråret 2010 på plademærket Fontana under Universal Music, som har skrevet kontrakt med Tony's.
Tony's er i dag landets ældste og eneste aktive pop band med samme besætning som fra starten i 1960.[kilde mangler]
I 1968, da "Kære Lille Anna" var blevet ekstrem populær, vendte Five Tonny´s tilbage til Restaurant Royal, og deres popularitet var helt på toppen i mange år frem.
Det kan også nævnes, at dengang i midt-tresserne - var der musik 6 dage om ugen på Restaurant Royal - der var kun lukket onsdag. Restaurant Royal bestyredes i mange år af hhv. Harry, Ewald og Peter.
Der kom rigtig mange sømænd på Restaurant Royal om aftenen - efter at de først havde "lagt bunden" på "Børsen", som kun lå ca. 50 meter fra Restaurant Royal - ned mod havnen - men dér var bajerne langt billigere.
Det var en go´ idé at opføre sig ordentligt på Restaurant Royal. "Dørmanden" slog, før han spurgte - og der var 3 trappetrin ned til fortovet - så man ku´ godt slå sig. Det var virkelig "gang i den" - på "Rylen" - i 60´erne. [kilde mangler]

## Diskografi
Denne liste er ufuldstændig; hjælp gerne med at udfylde den.
- 2010 Gamle Venner